# Draft NFL 1956
Il Draft NFL 1956 si è tenuto il 29 novembre 1955.

## Primo giro
|  | = Pro Bowler |  | = Hall of Famer |

| Scelta | Squadra                                | Giocatore                 | Ruolo       | College           |
| ------ | -------------------------------------- | ------------------------- | ----------- | ----------------- |
| 1      | Pittsburgh Steelers                    | Gary Glick                | Quarterback | Colorado State    |
| 2      | San Francisco 49ers                    | Earl Morrall              | Quarterback | Michigan State    |
| 3      | Detroit Lions                          | Howard "Hopalong" Cassady | Halfback    | Ohio State        |
| 4      | Philadelphia Eagles                    | Bob Pellegrini            | Centro      | Maryland          |
| 5      | Pittsburgh Steelers                    | Art Davis                 | Halfback    | Mississippi State |
| 6      | Los Angeles Rams (Dai New York Giants) | Joe Marconi               | Fullback    | West Virginia     |
| 7      | Chicago Cardinals                      | Joe Childress             | Fullback    | Auburn            |
| 8      | Green Bay Packers                      | Jack Losch                | Halfback    | Miami (FL)        |
| 9      | Baltimore Colts                        | Lenny Moore               | Halfback    | Penn State        |
| 10     | Chicago Bears                          | Menan Schriewer           | End         | Texas             |
| 11     | Los Angeles Rams                       | Charlie Horton            | Halfback    | Vanderbilt        |
| 12     | Washington Redskins                    | Ed Vereb                  | Halfback    | Maryland          |
| 13     | Cleveland Browns                       | Preston Carpenter         | Halfback    | Arkansas          |

## Hall of Fame
All'annata 2013, cinque giocatori della classe del Draft 1956 sono stati inseriti nella Pro Football Hall of Fame:
- Lenny Moore, Half Back da Penn State scelto come nono assoluto dai Baltimore Colts.

Induzione: Professional Football Hall of Fame, classe del 1975.
- Forrest Gregg, Offensive tackle dalla Southern Methodist University scelto nel secondo giro (20º assoluto) Green Bay Packers.

Induzione: Professional Football Hall of Fame, classe del 1977.
- Bart Starr, Quarterback dalla University of Alabama scelto nel 17º giro (200º assoluto) dai Green Bay Packers.

Induzione: Professional Football Hall of Fame, classe del 1977.
- Willie Davis, Defensive end dalla Grambling State University scelto nel 15º giro (181º assoluto) dai Cleveland Browns.

Induzione: Professional Football Hall of Fame, classe del 1981.
- Sam Huff, Linebacker da West Virginia scelto nel terzo giro (30º assoluto) dai New York Giants.

Induzione: Professional Football Hall of Fame, classe del 1982.